# Hermann Jantschgi
Hermann Jantschgi (* 16. Jänner 1964 in Friesach) ist ein österreichischer Gastwirt und Politiker (FPK) und war von 2009 bis 2021 Bürgermeister Kirchbach in Kärnten. Er war von 2012 bis 2013 und von 2018 bis 2023 Abgeordneter zum Kärntner Landtag.

## Leben
Jantschgi wurde 1964 geboren und besuchte die Volksschule Gundersheim. Er absolvierte in der Folge die Hauptschule Kötschach-Mauthen und bildete sich danach an der vierjährigen Baufachschule der HTL Villach weiter. Jantschgi betreibt den Gasthof Post in Grafendorf, wo er gemeinsam mit seiner Gattin lebt. Er ist Vater eines Sohnes und einer Tochter.
Jantschgi wurde 1997 als Vertreter der Freiheitlichen in Kärnten (damals FPÖ) in den Gemeinderat von Kirchbach gewählt. Er wurde Obmann des Kontrollausschusses und 2003 zum Mitglied des Gemeindevorstandes gewählt. Von 2005 bis 2009 schloss er sich im Zuge der Spaltung der FPÖ wie nahezu alle Kärntner Freiheitlichen dem BZÖ an. Er kandidierte bei der Bürgermeisterwahl 2009 in Kirchbach und setzte sich am 15. März 2009 in der Stichwahl mit 60,9 % gegen den SPÖ-Kandidaten durch. Am 4. April 2009 übernahm er das Bürgermeisteramt in Kirchbach. Bei der Bürgermeisterstichwahl 2015 wurde er im Amt bestätigt, 2021 unterlag er dem SPÖ-Kandidaten Markus Salcher. Innerparteilich ist Jantschgi Ortsparteiobmann und stellvertretender Bezirksparteiobmann, wobei er seit der erneuten Abspaltung der Kärntner Freiheitlichen vom BZÖ der FPK angehört. Nach dem Rückzug von Kurt Scheuch rückte Jantschgi als Abgeordneter in den Kärntner Landtag nach. Er wurde am 7. August 2012 zum Abgeordneten angelobt und war in der Folge Mitglied im Ausschuss für Naturschutz, Tierschutz, Jagd, Fischerei, Wasserwirtschaft, Raumplanung und Nationalparks sowie im Unvereinbarkeitsausschuss. Bei der Landtagswahl 2013 kandidierte er im Landtagswahlkreis 4 auf dem sechsten Platz bzw. auf der Landesliste auf dem 16. Platz für die FPK, scheiterte jedoch auf Grund der schweren Niederlage seiner Partei klar am Wiedereinzug in den Landtag.
Jantschgi ist Obmann des „Motorrad-Clubs Reißkofelbiker“ und des Grafendorf-Gundersheimer Sportklubs.